# Массер, Джордж
Джордж Массер (англ. George Musser; род. 1965) — американский журналист, известный автор научно-популярной литературы. Редактор журнала Scientific American. Автор книг «The Complete Idiot’s Guide to String Theory» и «Spooky Action at a Distance: The Phenomenon That Reimagines Space and Time-and What It Means for Black Holes, the Big Bang, and Theories of Everything».

## Карьера
Имеет дипломы бакалавра по электротехнике и математике университета Брауна; окончил аспирантуру по планетологии в Корнельском университете, получив для этого стипендию National Science Foundation Graduate Fellow. Защитил диссертацию по геологии Венеры, что позволило объяснить феномен короны, обнаруженный аппаратом «Магеллан Орбитер». Работал редактором журнала Mercury; также редактировал серию учебных пособий астрономического Общества Тихого океана (Сан-Франциско).
Ряд статей Массера были в разное время включены в антологию лучших американских научно-популярных изданий (The Best American Science & Nature Writing anthologies). Он был инициатором и одним из главных редакторов спецвыпуска Scientific American посвященного проблеме природы времени ("A Matter of Time", сентябрь, 2002), получившего впоследствии национальную премию за журнализм. Координировал спецвыпуск журнала посвящённый планетарным проблемам Земли (Crossroads for Planet Earth, сентябрь, 2005), вышедший в финал конкурса National Magazine Award. В 2010 году получил премию Jonathan Eberhart Planetary Sciences Journalism Award, присуждаемую за нучно-популярные публикации по планетологии. В 2011 году был удостоен премии за научно-популярное произведение американского Института физики за статью «Может ли время закончиться?» (Scientific American, сентябрь 2010).